# Marion Barber III
Marion Sylvester Barber III (Plymouth, Minnesota, 10 de junio de 1983 - Frisco, Texas, 1 de junio de 2022) fue un jugador de fútbol americano estadounidense. Su posición natural era la de corredor y jugó para la liga nacional NFL durante siete temporadas. Después de jugar en la liga universitaria para los Minnesota Golden Gophers, fue seleccionado en el draft por los Dallas Cowboys en la cuarta ronda del año 2005. Además de esto, fue seleccionado para el Pro Bowl (partido de las estrellas) en 2007. Su último año lo jugó para los Chicago Bears en 2011.

## Primeros años
Estudió en el instituto Wayzata High School, localizado en Plymouth (Minesota). Durante su última temporada en este instituto, con el equipo de los Trojans, consiguió la gran cifra de 1778 yardas de carrera con 18 touchdowns en ataque y lideró a su equipo en defensa con sus 10 intercepciones; tres de ellas fueron realizadas al jugador Gatorade del año, Joe Mauer.

## Carrera universitaria
Como su padre (Marion Barber, Jr.), jugó fútbol universitario en la Universidad de Minnesota, donde los entrenadores originalmente lo quisieron para jugar en defensa, pero una vez que lo vieron correr, lo mantuvieron como corredor. Al mantenerle como corredor, se posicionó cuarto en la lista de todos los tiempos de la universidad en yardas con 3276 y segundo en conseguir touchdowns de carrera con 35, uno más que su padre (Marion Barber Jr.). Su compañero de equipo de la universidad Laurence Maroney y él formaron uno de los mejores dúos de running back en fútbol universitario, deviniendo ser los primeros compañeros de equipo en la División NCAA historia en alcanzar cada uno 1000 yardas de carrera en años consecutivos. Con esto, fue elegido como All-Big Ten en 2003.

## Carrera profesional

### Dallas Cowboys

#### 2005
Después de renunciar a su último año, fue seleccionado en la cuarta ronda (109 global) del draft de 2005 por los Dallas Cowboys. Una infección del dedo del pie que requirió cirugía y algunos balones sueltos en pretemporada lo dejó último en el banquillo. Pero una lesión de Julius Jones y la ineficacia de Anthony Thomas permitió que emerjiese, y él respondió con 95 yardas por tierra contra Seattle y 127 yardas contra Arizona. Junto con su pase-bloqueo y las habilidades especiales de los equipos, esto solidificó su posición como el corredor suplente para los Cowboys.

#### 2006
A pesar de que era el suplente de Julius Jones, encontró un nicho como un corredor en tercera oportunidad y un cerrador de los juegos, que emerge como un excelente corredor en la zona roja de anotación. Lideró la NFC con 14 touchdowns por tierra en 2006 y fue el primer no pateador desde el año 2000, en liderar a los Dallas Cowboys en anotación (96 puntos). También mostró su resistencia ganando una reputación por castigar el físico de los defensores.

#### 2007
Entrando en la temporada regular de la NFL 2007, muchos aficionados de Dallas pidieron entrenador de los Cowboys, Wade Phillips para nombrar a Barber el corredor titular. Sin embargo, Phillips continuó de utilizar el " corredor de la comisión, " compartir la carga con los Cowboys corredor titular Julius Jones. Este enfoque fue instituida por el exentrenador Bill Parcells.
Jim Johnson, el coordinador defensivo de Philadelphia Eagles, llamó a Barber el más duro corredor de la NFL para derribar.
Durante la temporada de 2007, el poder de Barber como corredor y su estilo le valió el apodo de Marion el Bárbaro y él era el líder de la liga en romper tacleadas, lo que refleja su mantra personal de " golpear o conseguir golpeado. Barber corrió para 975 yardas en 204 acarreos y 10 touchdowns por tierra con un promedio de 4.8 yardas por acarreo por tierra. Atrapó 44 pases para 282 yardas y dos touchdowns.
El 18 de diciembre de 2007, fue nombrado a su primer Pro Bowl a pesar de ser oficialmente suplente. Barber recibió la titularidad en la derrota de playoffs divisional al New York Giants.

#### 2008

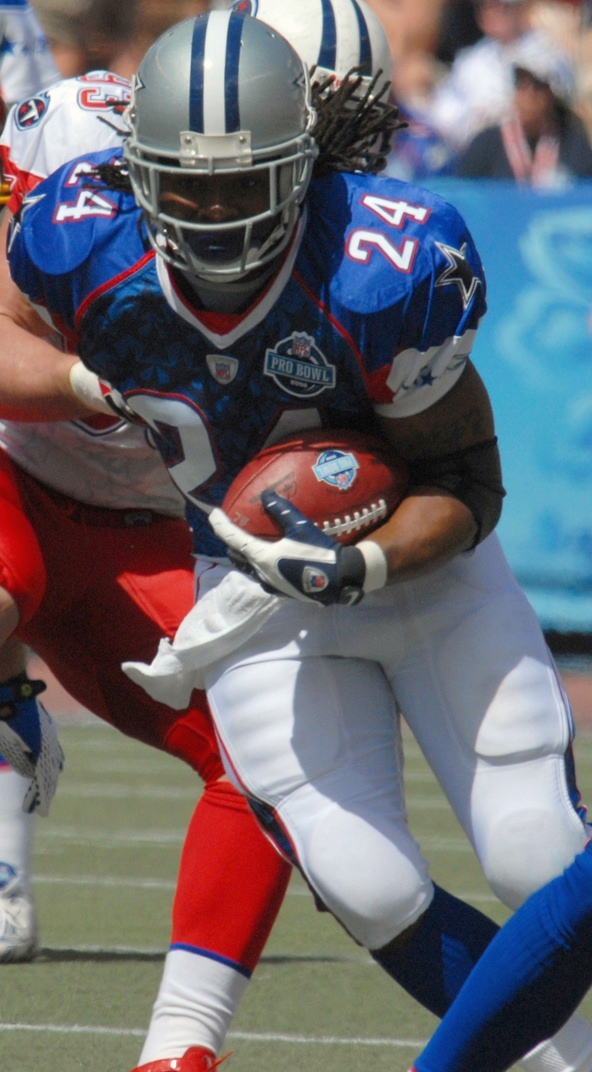
Barber en la Pro bowl

Dallas ofreció a Barber, ahora como titular indiscutible y uno de los principales corredores de la NFL, el más alto salario como agente libre restringido. El 20 de mayo de 2008, se firmó un contrato de siete años y 45 $ millones con los Cowboys con 16 $ millones garantizados. Antes de convertirse en un motor de arranque, ya había una preocupación por si su estilo de correr podría acortar su carrera, ya que sus yardas por acarreo comenzaron a caerse.

#### 2009
La aparición de Tashard Choice y Felix Jones, y problemas de lesiones limita su éxito durante la temporada 2009. Sin embargo, jugó en 15 partidos a pesar de un desgarro del músculo cuádriceps.

#### 2010
Barber tuvo una decepcionante temporada 2010 como todo el equipo de los Dallas Cowboys que tuvo problemas desde el juego uno. En 13 juegos Barber corrió para 374 yardas en 113 acarreos para un radio de 3.3 por acarreo promedio, el más bajo de su carrera. Sus 4 touchdowns por tierra fueron también los más bajos de su carrera.

### Chicago Bears

#### 2011
Barber fue liberado por Dallas el 28 de julio de 2011. El 30 de julio de 2011, los Bears firmaron Barber con un contrato de dos años, $ 5 millones. Barber venció a Chester Taylor que lo terminaron echando para quedarse como segundo a la cola de los corredores de los Chicago Bears después de Matt Forte.
El 27 de agosto, en el tercer partido de pretemporada, Barber se lastimó el músculo de la pantorrilla y se perdió los tres primeros partidos de la temporada regular debido a la lesión.
En la temporada 2011 Barber tuvo 422 yardas en 114 acarreos. Después de la temporada 2011, Barber anunció su retiro de la NFL el 23 de marzo de 2012.

### Estadísticas de su carrera
| Temporada | Equipo         | GP–GS | Intentos | Intentos | Intentos | Intentos  | Intentos | Recepciones | Recepciones | Recepciones | Recepciones | Recepciones | Fumbles | Fumbles  |
| Temporada | Equipo         | GP–GS | Intentos | Yardas   | Promedio | Más largo | TD       | Recepciones | Yardas      | Promedio    | Más largo   | TD          | Fumbles | Perdidas |
| --------- | -------------- | ----- | -------- | -------- | -------- | --------- | -------- | ----------- | ----------- | ----------- | ----------- | ----------- | ------- | -------- |
| 2005      | Dallas Cowboys | 13–2  | 138      | 538      | 3.9      | 28        | 5        | 18          | 115         | 6.4         | 21          | 0           | 3       | 0        |
| 2006      | Dallas Cowboys | 16–1  | 135      | 654      | 4.8      | 25        | 14       | 23          | 196         | 8.5         | 26          | 2           | 0       | 0        |
| 2007      | Dallas Cowboys | 16–0  | 204      | 975      | 4.8      | 54        | 10       | 44          | 282         | 6.4         | 29          | 2           | 3       | 0        |
| 2008      | Dallas Cowboys | 15–13 | 238      | 885      | 3.7      | 35        | 7        | 52          | 417         | 8.0         | 70          | 2           | 7       | 3        |
| 2009      | Dallas Cowboys | 15-15 | 214      | 932      | 4.4      | 35        | 7        | 26          | 221         | 8.5         | 42          | 0           | 2       | 2        |
| 2010      | Dallas Cowboys | 13-10 | 113      | 374      | 3.3      | 25        | 4        | 11          | 49          | 4.5         | 15          | 0           | 0       | 0        |
| 2011      | Chicago Bears  | 11-1  | 114      | 422      | 3.7      | 29        | 6        | 5           | 50          | 10          | 16          | 0           | 1       | 1        |
| Total     | Total          | Total | 1156     | 4780     | 4.1      | 54        | 53       | 179         | 1330        | 7.4         | 70          | 6           | 16      | 6        |